# Domen Makuc
Domen Makuc (* 1. Juli 2000 in Postojna) ist ein slowenischer Handballspieler. Der 1,88 m große mittlere Rückraumspieler steht im Aufgebot der slowenischen Nationalmannschaft und spielt seit 2020 für den spanischen Rekordmeister FC Barcelona.

## Karriere

### Verein
Domen Makuc begann mit dem Handballsport in Hrpelje-Kozina beim RK Gold Club Kozina, der seit 2009 unter dem Namen RK Škerjanc Jadran Hrpelje-Kozina antritt. 2015 wechselte er in die Jugend des slowenischen Rekordmeisters RK Celje Pivovarna Laško. Sein Debüt in der Erwachsenenmannschaft gab er am 3. Februar 2016 im Pokal-Achtelfinale gegen seinen ehemaligen Verein. In der Saison 2016/17 kam er zu ersten Einsätzen in der 1. slowenischen Liga. Zudem wurde er zum ersten Spieler des Jahrgangs 2000 in der EHF Champions League. Mit Celje wurde er viermal Meister und dreimal Pokalsieger. Zur Saison 2020/21 unterschrieb er beim spanischen Verein FC Barcelona in der Liga ASOBAL einen Vertrag bis 2024, der im Februar 2023 bis 2026 verlängert wurde. Mit Barça gewann er mehrfach die Meisterschaft, den Pokal, den Königspokal, den Supercup und die EHF Champions League. Nach einer Verletzung in der Vorbereitung auf die anstehende Saison 2023/24 kehrte Makuc erst im Mai 2024 auf das Feld zurück.
Zur Saison 2026/27 unterschrieb Makuc einen Vierjahresvertrag beim THW Kiel.

### Nationalmannschaft
Mit der slowenischen Junioren-Nationalmannschaft nahm Makuc an der U-18-Europameisterschaft 2016, dem Olympischen Festival der Europäischen Jugend 2017, der U-19-Weltmeisterschaft 2017 und der U-18-Europameisterschaft 2018 teil. Bei der U-20-Europameisterschaft 2018 gewann er mit dem Team die Goldmedaille.
In der slowenischen A-Nationalmannschaft debütierte Makuc am 6. Januar 2021 beim 34:23-Sieg gegen die Niederlande. Bei der Weltmeisterschaft 2025 warf er 16 Tore in sechs Spielen und belegte mit dem Team den 13. Platz. Er bestritt bisher 35 Länderspiele, in denen er 98 Tore erzielte.

### Erfolge
- mit RK Celje Pivovarna Laško
  - Slowenischer Meister: 2017, 2018, 2019 und 2020
  - Slowenischer Pokalsieger: 2016, 2017 und 2018
  - Slowenischer Supercup: 2017 und 2019

- mit dem FC Barcelona
  - Spanischer Meister: 2021, 2022, 2023, 2024 und 2025
  - Spanischer Pokalsieger: 2021, 2022, 2023, 2024, 2025
  - Spanischer Königspokalsieger: 2021, 2022, 2023, 2024 und 2025
  - Spanischer Supercup: 2020 und 2021
  - Iberischer Supercup: 2022, 2023, 2024
  - Katalanischer Supercup: 2020, 2021, 2022, 2023, 2024
  - EHF-Champions-League-Sieger: 2021, 2022, 2024
    - EHF-Champions-League-Finalist: 2020

- mit der Junioren-Nationalmannschaft
  - U-20-Europameisterschaft: Gold 2018